# Trombosi venosa
La trombosi venosa és una trombosi en una vena, causada per un trombe (coàgul de sang). Una forma comuna de trombosi venosa és la trombosi venosa profunda (TVP), quan es forma un coàgul de sang a les venes profundes. Si el trombe es trenca (s'embolitza) i flueix cap als pulmons. Pot esdevenir una embòlia pulmonar (EP), un coàgul de sang als pulmons. La TVP i el EP conformen el tromboembolisme venós (TEV).
El tractament inicial del tromboembolisme venós sol ser amb heparina de baix pes molecular (HBPM) o heparina no fraccionada, o cada vegada més amb anticoagulants orals d'acció directa. Les persones tractades inicialment amb heparina es poden canviar a un anticoagulant oral, tot i que les dones embarassades i algunes persones amb càncer reben un tractament continu amb l'heparina. La trombosi venosa superficial només requereix anticoagulació en situacions específiques i només es pot tractar amb alleujament del dolor antiinflamatori.
Altres formes més rares inclouen trombosi venosa retiniana, trombosi venosa esplàncnica, trombosi de si venós cerebral, trombosi venosa renal i trombosi venosa ovàrica.